# Plecoptera kohuna
Plecoptera kohuna är en fjärilsart som beskrevs av Embrik Strand 1923. Plecoptera kohuna ingår i släktet Plecoptera och familjen nattflyn. Inga underarter finns listade i Catalogue of Life.